# Streamlining
Streamlining is een designstroming en stijl  uit de jaren 1930-1950.

## Herkomst
Verenigde Staten

## Hoofdkenmerken
- Aerodynamisch uiterlijk
- Ronde randen, gladde vormen
- Druppelvorm

## Familie van
- Moderne stijl
- Internationale stijl